# Cumminsiella wootoniana
Cumminsiella wootoniana är en svampart som först beskrevs av Joseph Charles Arthur, och fick sitt nu gällande namn av Joseph Charles Arthur 1933. Cumminsiella wootoniana ingår i släktet Cumminsiella och familjen Pucciniaceae.   Inga underarter finns listade i Catalogue of Life.